# Franz X. A. Zipperer
Franz X. A. Zipperer (* 3. April 1952 in Bad Bodendorf; † 31. August 2015 in Hohentengen) war ein deutscher Musikjournalist und Fotograf. Er schrieb für deutsche und Schweizer Magazine und Tageszeitungen.

## Lebenslauf
Von 1958 bis 1962 besuchte er die Volksschule in Sinzig, wechselte danach auf das Neusprachliche und Mathematisch-Naturwissenschaftliche Gymnasium Ahrweiler, wo er im Juni 1970 Abitur machte. Nach dem Wehrdienst studierte er Pädagogik, Politische Wissenschaften, Soziologie und Philosophie zunächst an der Rheinischen Friedrich-Wilhelms-Universität Bonn, später dann an der Universität zu Köln. Dort legte er 1977 die Prüfung als Diplom-Pädagoge für Erwachsenenbildung ab. Anschließend arbeitete er an der Stadtbibliothek Wuppertal, dem dortigen Kulturamt und der Volkshochschule. Er war Leiter des Modellversuches „Kulturladen Uellendahl“. Seit 1986 baute er das Kommunikationszentrum Zakk in Düsseldorf mit auf. Dort organisierte er bis in die 90er-Jahre Auftritte in den Bereichen Theater, Kabarett und Musik. Während dieser Zeit war er Mitglied des Theaterbeirats der Stadt Düsseldorf sowie Mitglied der Jury für die Vergabe des Förderpreises Musik. Ebenfalls war er als sachkundiger Bürger Mitglied des Kulturausschusses der Stadt Erkrath. Nach einer Zeit als selbständiger Künstleragent (u. a. für Pieter Dirk Uys und The Tokyo Shock Boys) arbeitete er für die Saalbau GmbH in Frankfurt am Main in den Bereichen Kabarett und Musik. Zu dieser Zeit war er Mitglied der Jury des Münchner Kabarettpreises Paulaner Solo. Seit 1998 arbeitete er für die Kölner Agentur „K3-Kulturkonsortium“ Köln und war am Marketing für die Radiosender 1 Live (WDR) und hr3 beteiligt. Seit dem Jahr 2002 war er als freier Musikjournalist tätig. 2003 war er Herausgeber und Autor des Bläsermagazins „clarino.print“, für dessen grafischen und inhaltlichen Relaunch er ebenfalls zuständig war.
Zipperer, der zuletzt in Berlin lebte, starb am 31. August 2015 im Alter von 63 Jahren.

## Journalistisches
Als Student schrieb er sporadisch für die in Koblenz erscheinende Rhein-Zeitung; diese Tätigkeit setzte er seit 2005 fort. In Wuppertal war er Gründungsgesellschafter der inzwischen eingestellten „Wupper Nachrichten“. Während der Düsseldorfer Zeit schrieb er für die Stadtmagazine „Viertausend“ und „You&ME“ Plattenkritiken, sowie kulturelle Beiträge für die Neue Ruhr Zeitung/Neue Rhein Zeitung (NRZ). Während seiner Frankfurter Jahre lief auf dem Wiesbadener Sender Radio Rheinwelle seine Sendung „Kitsch Catch Comedy“. 2011 wurde er in die Jury „jazz:kritik“ des Jazzinstitutes Darmstadt berufen. Daneben verfasste er für Musikverlage Kurzbiografien von Künstlern, also jene „Waschzettel“, die den an Journalisten versendeten CDs beiliegen. Gemeinsam mit drei weiteren Musikjournalisten gründete er 2015 das Musikmagazin Schall, das sich nur Produktionen aus Deutschland, Österreich und der Schweiz widmet.
Zipperer schrieb für Jazzthetik, Sonic-Wood&Brass-, Deutsche Presse-Agentur (dpa), Nitro, Westzeit (WDR), Piranha, KING, audiophil, taz, Folker, Westdeutsche Allgemeine Zeitung, SLAM, sowie die Schweizer Magazine Faces, Jazz’n’more und rckstr. Beim Hamburger Radiosender TIDE 96,0 und dem Berliner Radio ALEX hatte er einmal monatlich eine einstündige Radiosendung mit dem Titel „Sound Traveller – in 80 Takten um die Welt.“